# Elmo Bovio
Elmo Bovio (Junín, 14 luglio 1925 – 26 agosto 2017) è stato un calciatore argentino, di ruolo attaccante.

## Caratteristiche tecniche
Era un centravanti che riuniva in sé varie qualità: abile nel gioco di testa, era anche dotato di un buon dribbling.